# Kushikatsu

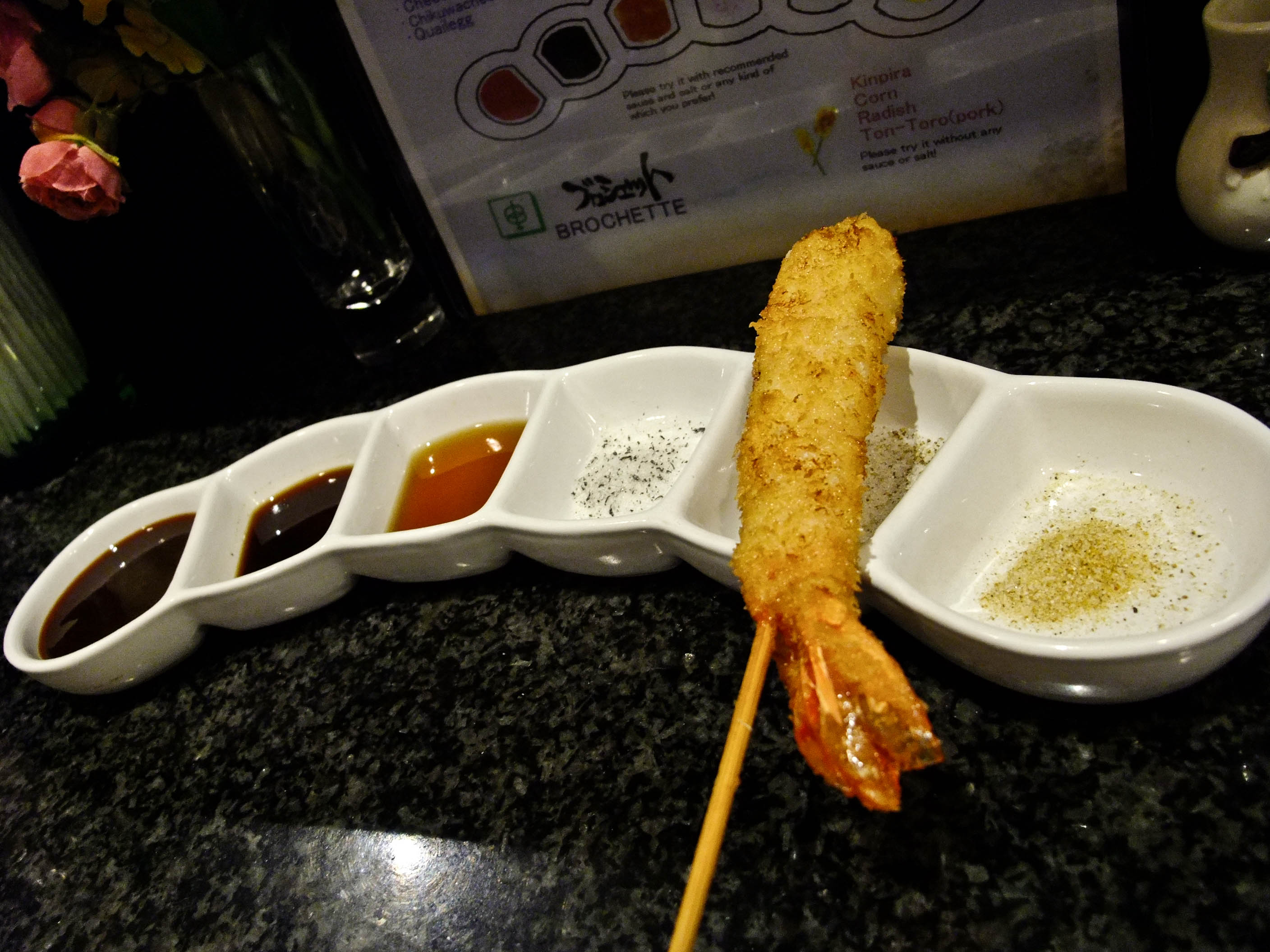
Kushikatsu-Spieß mit Ebi-furai

Kushikatsu (jap. 串カツ) bzw. Kushiage (串揚げ) sind japanische Spießchen aus der Region Kansai (Osaka und Umgebung). Es gibt sie in zahlreichen Variationen, beispielsweise mit Fleisch oder Meeresfrüchten, das auf Bambusspießchen aufgespießt, paniert und danach frittiert wird.
Paniert wird üblicherweise mit Panko, der in Japan verwendeten Art des Paniermehls.